# Didan-e Olja
Didan-e Olja (perski: ديدان عليا) – wieś w Iranie, w ostanie Azerbejdżan Zachodni. W 2006 roku  liczyła 198 mieszkańców w 48 rodzinach.